# شون رايلي (لاعب كرة قدم)
شون رايلي (بالإنجليزية: Sean Reilly)‏ هو لاعب كرة قدم أمريكي في مركز الوسط، ولد في 6 مايو 1991 في Monroe, New York ‏ في الولايات المتحدة. لعب مع Rochester Rhinos ‏.